# Phacelia grisea
Phacelia grisea är en strävbladig växtart som beskrevs av Asa Gray. Phacelia grisea ingår i Faceliasläktet som ingår i familjen strävbladiga växter. Inga underarter finns listade i Catalogue of Life.